# ビュイック・ベラーノ
ベラーノ (VERANO)は、GMが製造、ビュイックブランドで販売している自動車である。

## 初代 (2011年 - 2016年)
2011年1月の北米国際オートショーで発表され、同年末に発売を開始した。1998年に販売を終了したスカイラーク以来、ビュイックが北米市場に投入する最初の小型車となる。中国で2010年6月に発売されたビュイック・エクセルGTの北米版にあたるが、ボンネットフードのクロムのポートホールや内装の木目調パネルなど、アップグレードが図られている。
車台はシボレー・クルーズやオペル・アストラJ（ビュイック・エクセルXT）などと共通のGMデルタⅡプラットフォームが採用される。
エンジンも中国向けエクセルGTとは異なり、直噴版のエコテック2.4L 直4が搭載される。最高出力と最大トルクはそれぞれ180hp@6700rpm、171lb·ft@4900rpmである。トランスミッションは6速ATのみで、燃費は市街地が21MPG、高速が31MPGとなる。
ベラーノの製造はミシガン州オリオンタウンシップにあるオリオン組立工場において行われる。

## 2代目 (2015年 - 2021年)
2015年4月、上海モーターショーにて公開。同年6月下旬に発売を開始。セダンに加えてハッチバックが追加された。このモデルはオペル・アストラKなどにも用いられるD2XXプラットフォームを採用している。

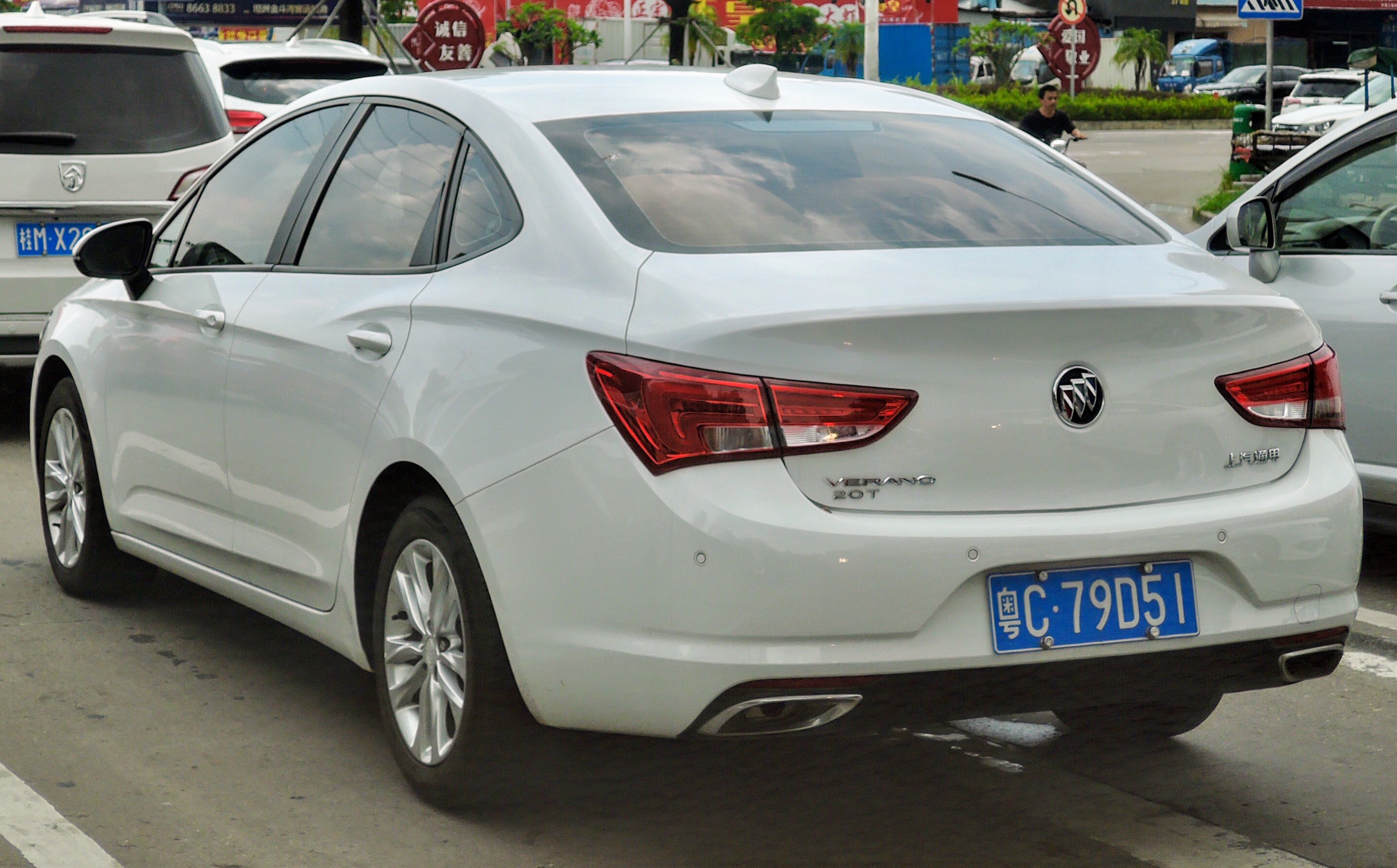
セダン
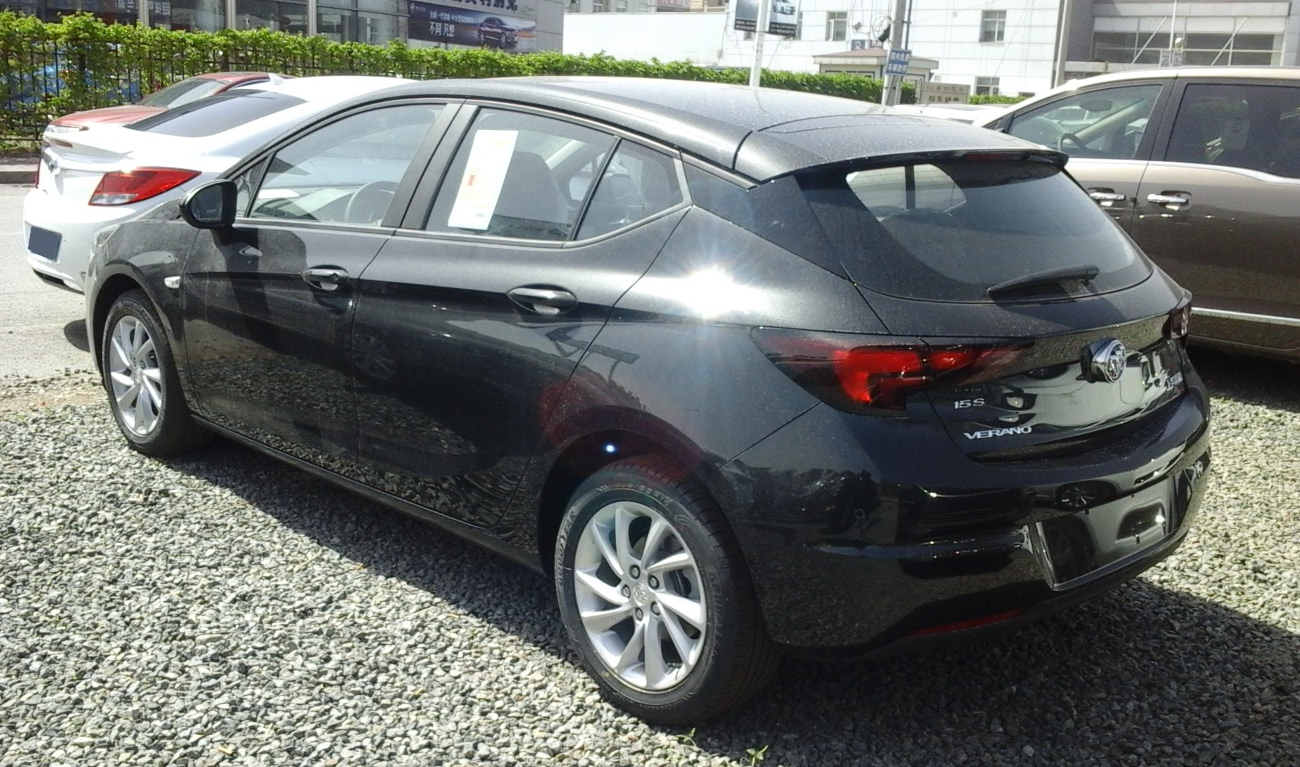
ハッチバック

2019年9月4日、中国市場でフェイスリフトしたモデルを発売。フロントマスクやテールランプの変更のほか、パワートレインの変更が行われた。搭載されるのは最高出力121kW、最大トルク240N･mを発揮する1.3L直噴ターボエンジンと最高出力92kW、最大トルク180N･mを発揮する1.0L直噴ターボエンジンである。1.3LエンジンにはCVTが、1.0Lエンジンには6速ATが組み合わされる。

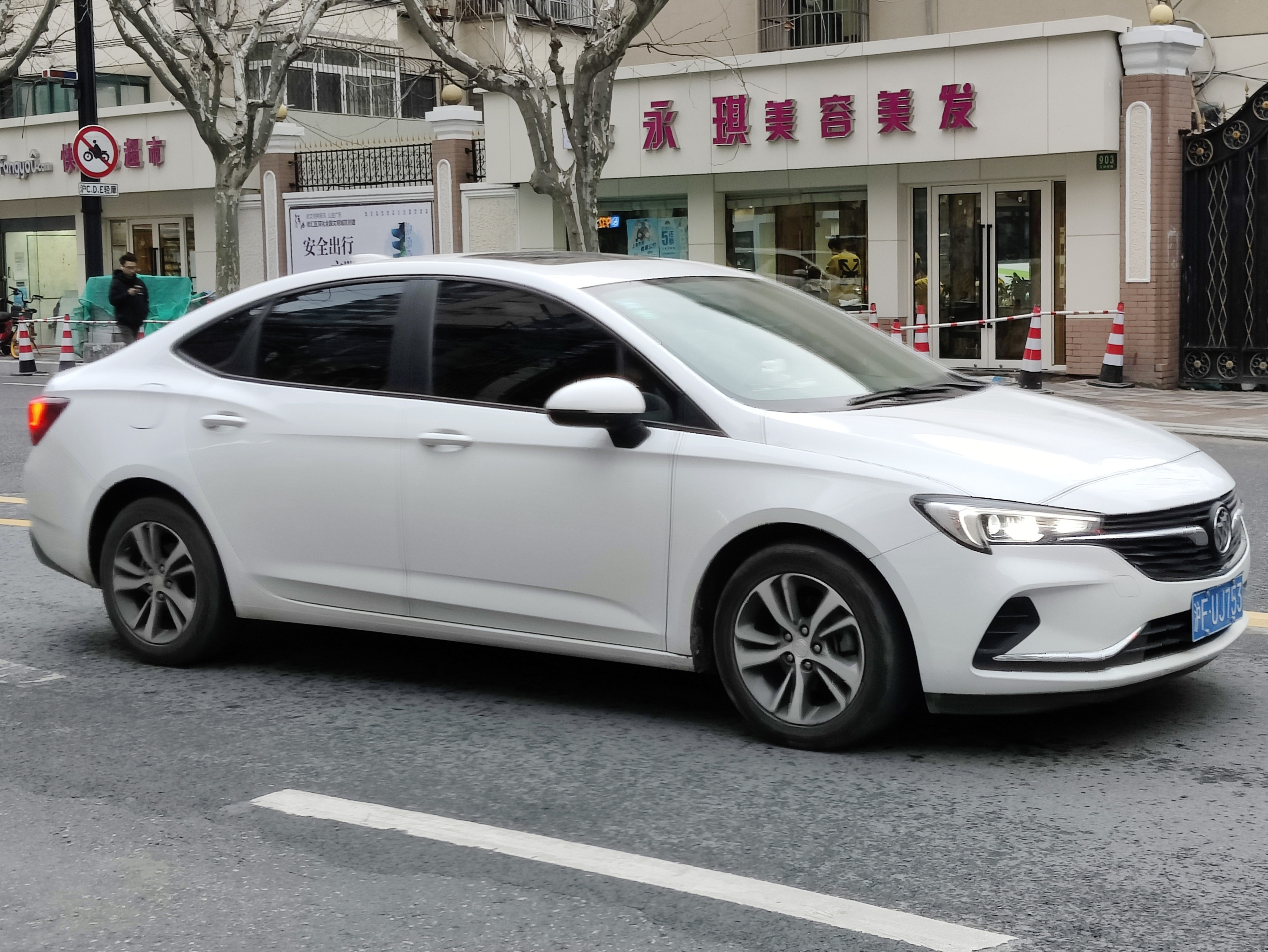
ベラーノ（フェイスリフト後）
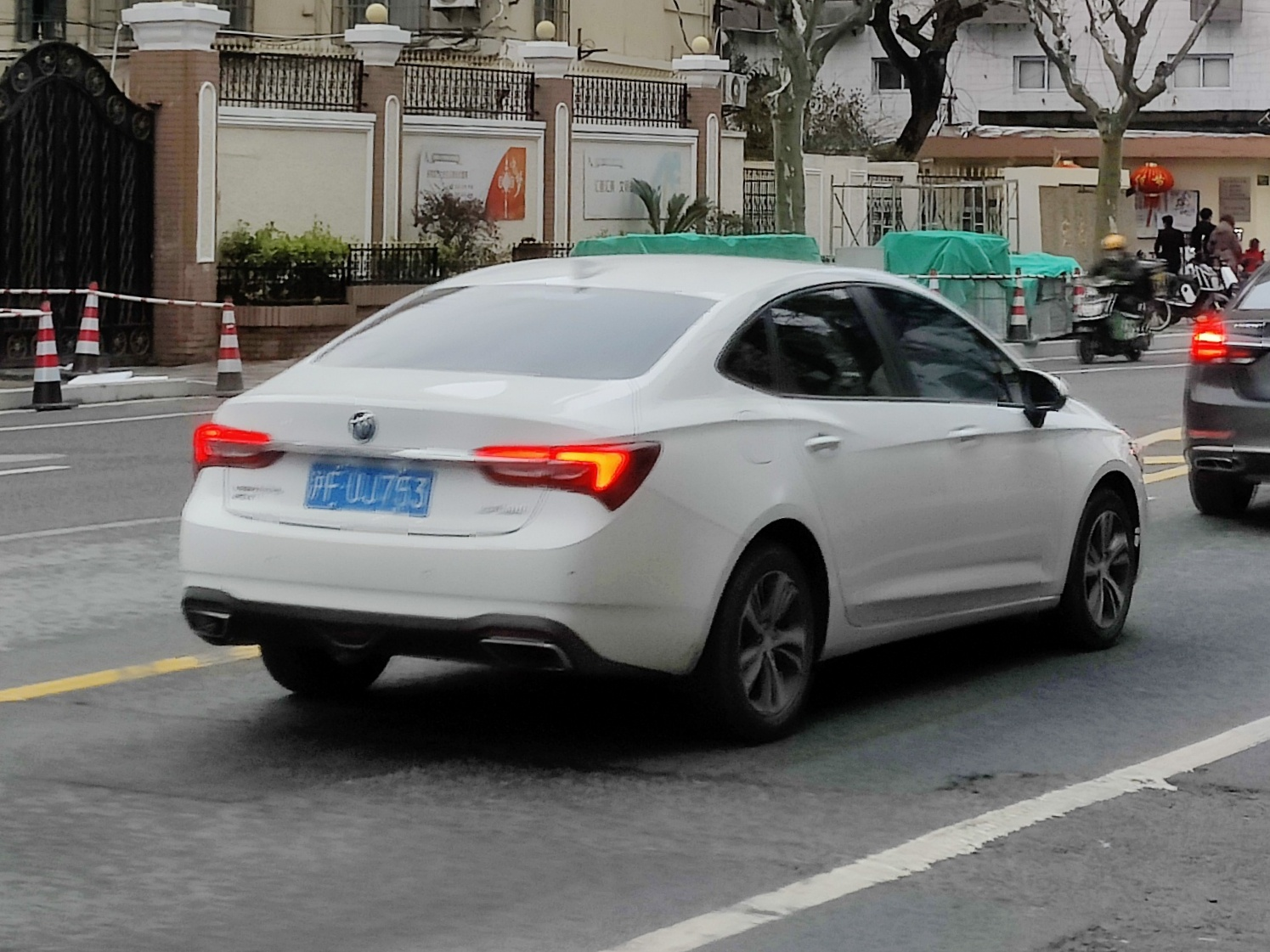
ベラーノ（フェイスリフト後）

### ベラーノ GS
2015年11月20日、広州国際モーターショーにてパフォーマンスモデル「ベラーノ GS」を公開。1.5L直列4気筒ターボエンジンと7速DCTを組み合わせる。

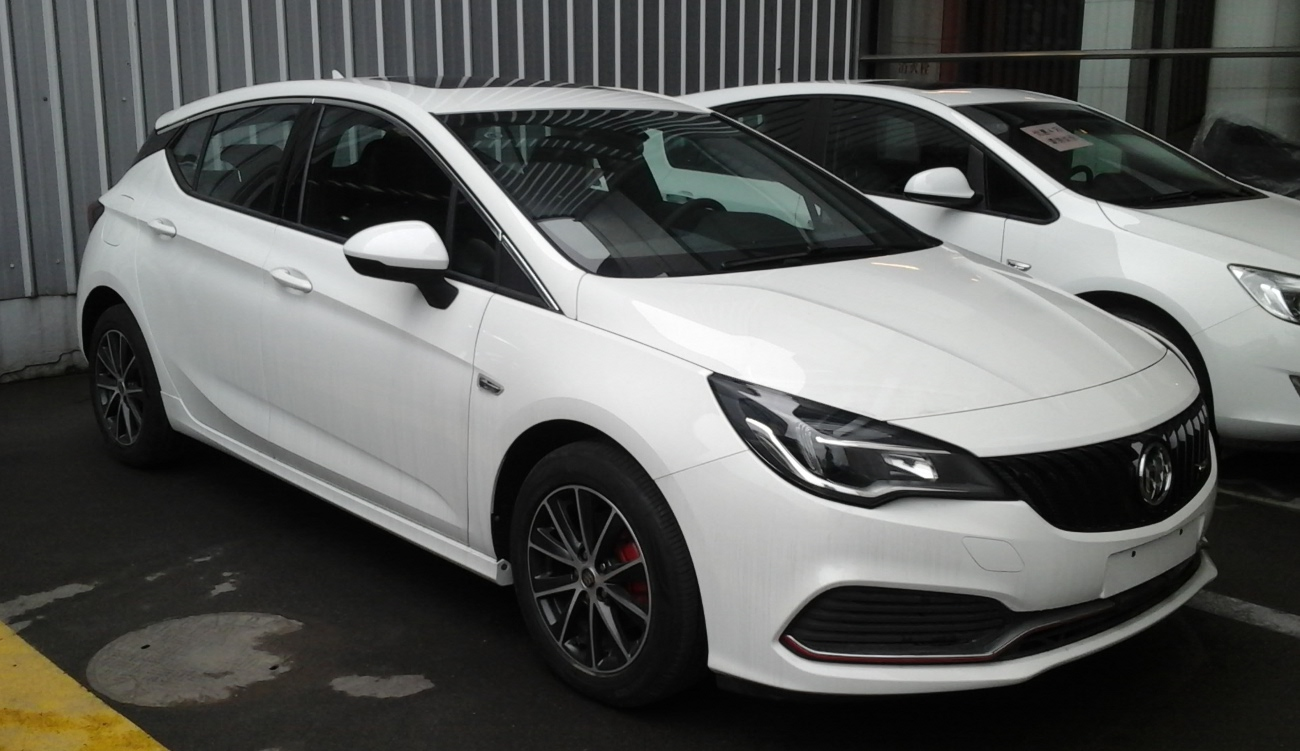
ベラーノ GS
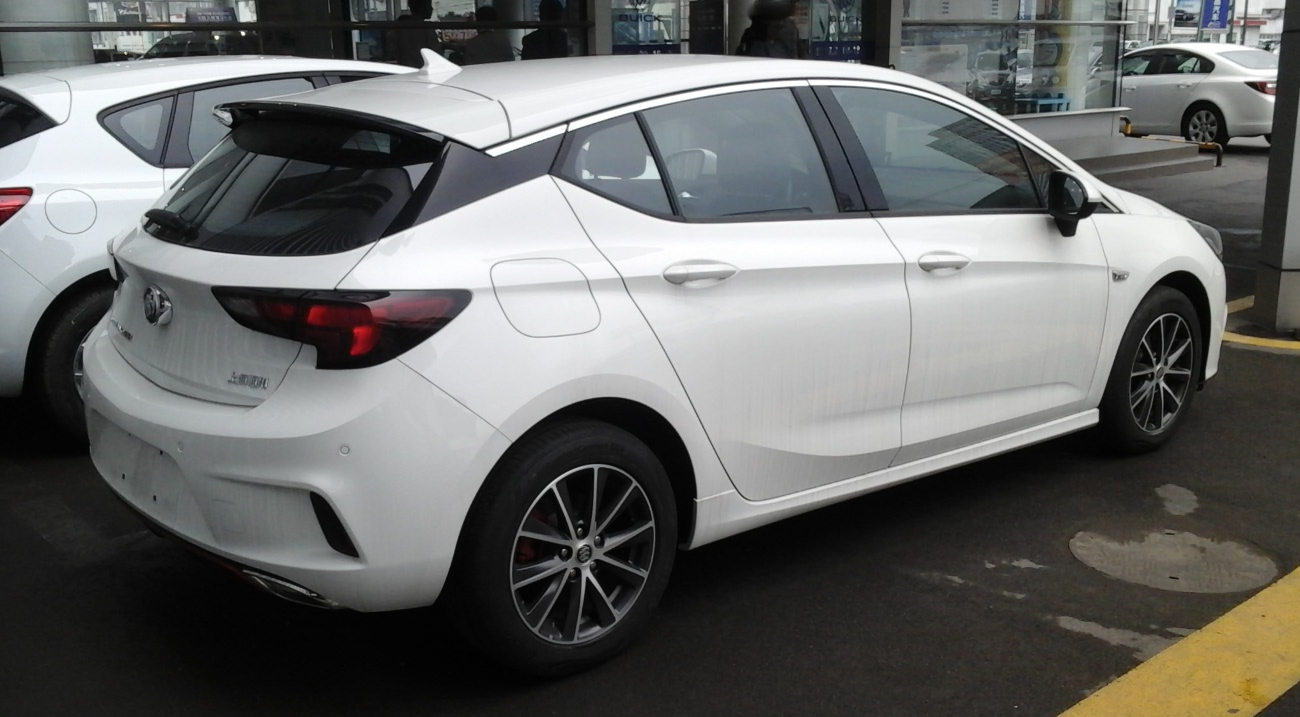
ベラーノ GS

## 3代目 (2021年- )
2021年4月18日、上海モーターショーにて初公開。「ベラーノ プロ」を名乗る。搭載されるエンジンはターボチャージャー付きの1.5L直列4気筒でCVTが組み合わされる。
また、GSと呼ばれるパフォーマンスモデルが設定された。標準モデルとパワートレインに違いはない。フロントグリルは標準モデルと異なるメッシュパターンを採用したほか、GSバッチを装備した。前後のバンパーには大きなエアインテークが採用されている。

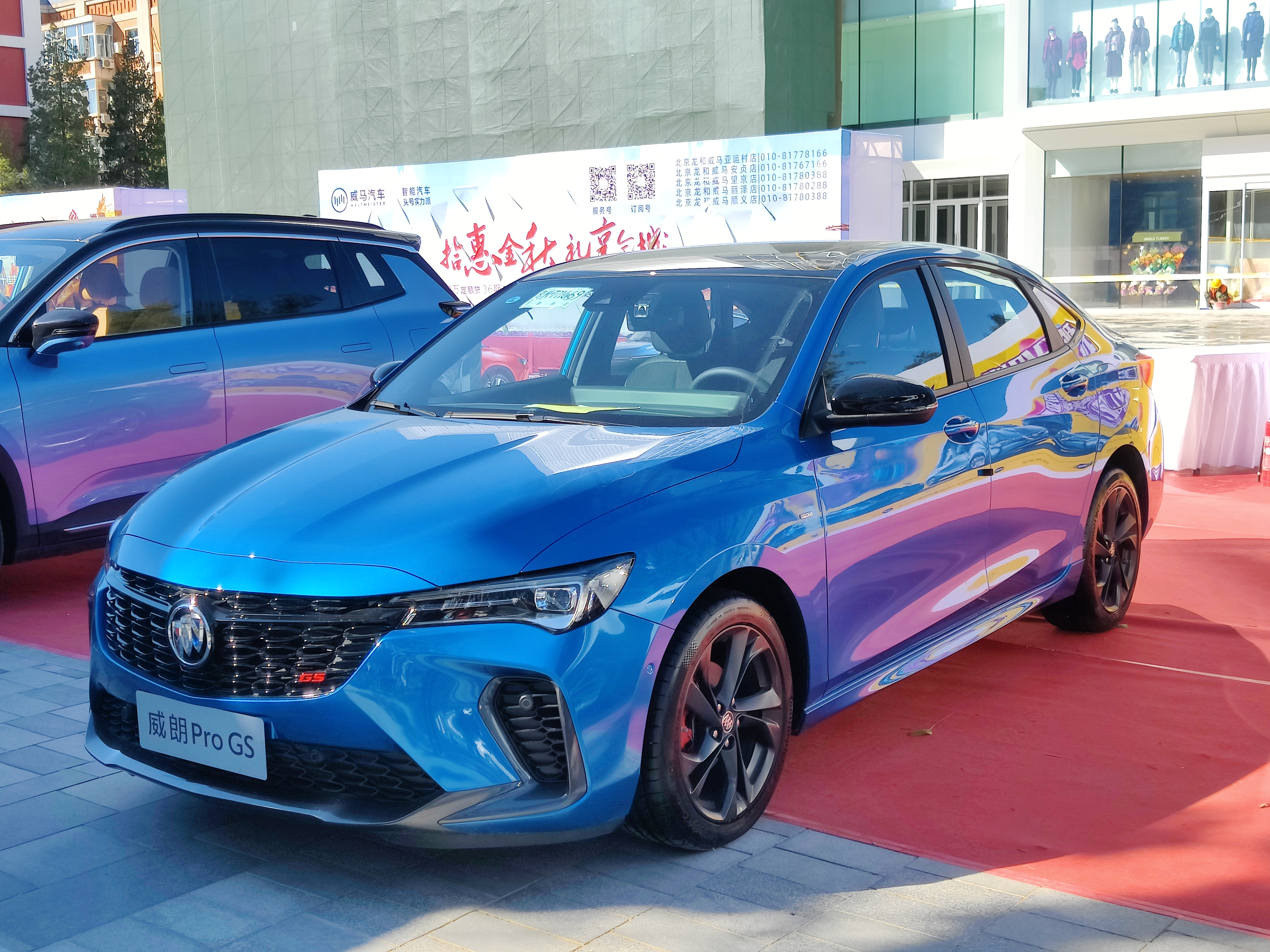
ベラーノ プロ GS
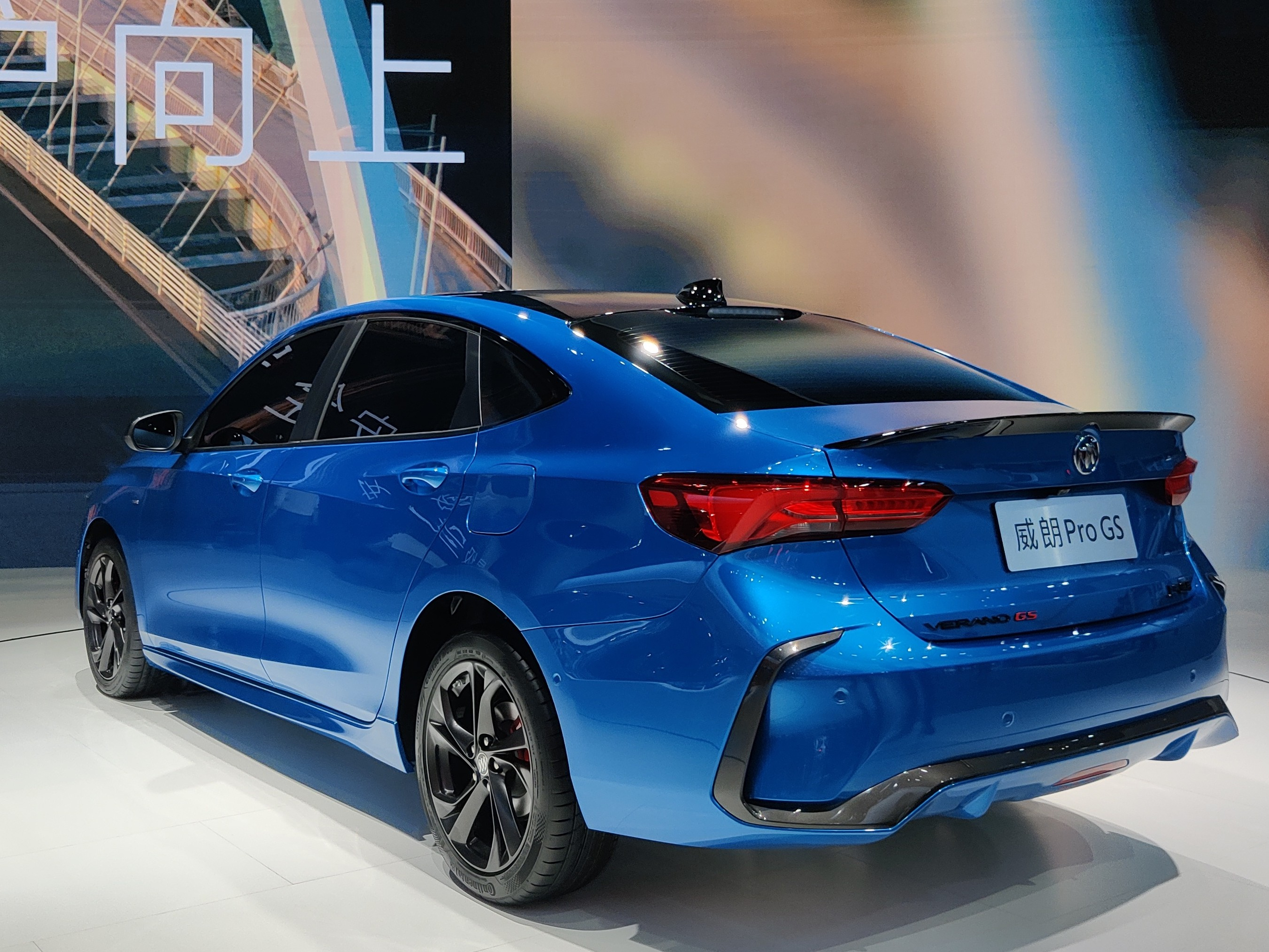
ベラーノ プロ GS

## 車名
「VERANO (ベラーノ)」は、スペイン語で「夏」の意味である。